# Haiyun Guan
Der Haiyun Guan oder Haiyun-Tempel, auch Tempel der Meere und Wolken (chinesisch 海雲觀 / 海云观, Pinyin Haiyun Guan, englisch Temple of Seas and Clouds/Haiyun Taoist Temple) ist ein daoistischer Tempel im Songfeng-Gebirge (Songfeng Shan) auf dem Gebiet von Acheng in der chinesischen Provinz Heilongjiang. Er wurde zuerst in der Zeit der Dschurdschen-Dynastie erbaut.